# Trude Mohr
Trude Mohr, verheiratete Bürkner-Mohr, auch Bürkner (* 12. September 1902 in Potsdam; † 1989) war eine deutsche nationalsozialistische Jugendführerin, die von 1934 bis 1937 Reichsreferentin des Bundes Deutscher Mädel (BDM) in der Reichsjugendführung (RJF) Berlin war.

## Leben
Mohr wuchs als Tochter eines Postinspektors in einem deutschnationalen Elternhaus auf. Sie besuchte das Lyzeum in Berlin, brach aber anschließend das Oberlyzeum ab. Ab 1920 war sie als Postfachangestellte tätig. Bereits 1919 wurde sie Mitglied im Deutsch-Nationalen Jugendbund, der späteren Großdeutschen Jugend, einem Rechtsausleger der Bündischen Jugend. Sie trat 1929 der HJ-Schwesternschaft bei, die 1930 im Bund Deutscher Mädel aufging. Zum 1. März 1932 trat sie der NSDAP bei (Mitgliedsnummer 1.010.447). Mohr baute den BDM mit auf und machte dort Karriere als Funktionärin: Sie war 1931/32 Führerin des BDM im Gau Brandenburg, 1932/33 im Gau Berlin und 1933/34 des Gauverbands Ost. Von 1934 bis 1937 war sie Reichsreferentin des BDM und somit oberste BDM-Führerin der Reichsjugendführung Berlin.
Infolge ihrer Heirat mit SS-Obersturmführer Wolf Bürkner und ihrer Schwangerschaft folgte ihr Jutta Rüdiger im November 1937 als Reichsreferentin des BDM nach. Anschließend spielte sie keine wesentliche Rolle mehr im NS-Staat. Sie wurde mit dem Aufbau eines Sozialfürsorgesystems für Arbeiter der Reichswerke Hermann Göring beauftragt. Ihre Bemühungen, eine niedrigere NSDAP-Mitgliedsnummer zu erhalten, blieben erfolglos. Nach Kriegsende wurde sie durch Angehörige der britischen Militäradministration im Juni 1945 festgenommen und interniert. Anschließend zog sie nach Salzgitter und engagierte sich in der Vertriebenenpartei GB/BHE, für den sie bei der Bundestagswahl 1953 erfolglos auf der niedersächsischen Landesliste kandidierte. Später trat sie bis auf ein im Dezember 1980 gegebenes Interview nicht mehr in Erscheinung.